# Michael Drayton

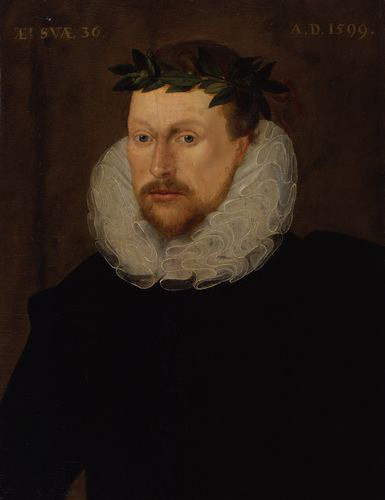
Michael Drayton.

Michael Drayton (Harshull, condado de Warwick, 1563 - 23 de diciembre de 1631) fue un poeta y dramaturgo inglés que destacó en la era isabelina.

## Biografía
Aunque no era de origen noble, estuvo toda su vida ligado a la aristocracia desempeñando algún empleo en la corte y está enterrado en el rincón de los poetas de la Abadía de Westminster. Nada se sabe sobre él antes de 1580 salvo que en ese año estuvo al servicio de Thomas Goodere of Collingham, Nottinghamshire. En 1590 publicó su primer libro, The Harmony of the Church, un volumen de poemas religiosos dedicado a Lady Devereux, notable por incluir una versión del Cantar de los Cantares de Salomón realizada con considerable riqueza de expresión. En su obra, muy extensa (la que más entre los poetas no dramáticos del periodo shakespeariano) utiliza la mayoría de las formas de la poesía de su tiempo, salvo el poema épico culto extenso al modo italiano. Merecen especial atención las pastorales, las elegías y las canciones. 
Compuso un extenso poema topográfico inconcluso en treinta cantos de unos 15.000 versos alejandrinos rimados titulado Poly-Olbion (publicado en 1612 y reimpreso con una segunda parte en 1622), muestra de su extensa cultura, pues contiene un itinerario poético de Inglaterra y del País de Gales plagado de valiosas descripciones de montes, ríos, valles y bosques, incluyendo muchas leyendas y relatos históricos que sirven para amenizar la monotonía del viaje. Drayton intentó componer una parte adicional para cubrir Escocia, pero no ha llegado hasta nosotros. Cada libro va precedido con un sumario histórico y filológico escrito por John Selden y cada canto describe la topografía, tradiciones e historias de entre uno y tres condados, y se ilustra con mapas de cada condado dibujados por William Hole en forma antropomórfica.
De los poemas bucólicos destacan los titulados Nymphidia y La guirnalda del pastor (1593); del resto de su producción, las Epístolas heroicas de Inglaterra, La batalla de Agincourt y las Guerras Baroniales. Durante un período de solo cinco años, desde 1597 hasta 1602, Drayton fue miembro del grupo de dramaturgos que suministró material para Philip Henslowe, cuyo diario afirma que colaboró en 23 piezas de ese período con Thomas Dekker, Anthony Munday y Henry Chettle, entre otros, pero de esa labor casi nada se ha salvado.
Sus obras completas se imprimieron en Londres en 1748 y 1753 muy imperfectamente; una edición completa de cinco volúmenes fue publicada por Oxford en 1931-41 (y se revisó en 1961) al cuidado de J. William Hebel, K. Tillotson y B. H. Newdigate. También se publicó una edición en dos volúmenes de los poemas de Drayton en Harvard (1953) al cuidado de John Buxton.
- Datos: Q138540
- Multimedia: Michael Drayton / Q138540